# Hoja (cuchillo)

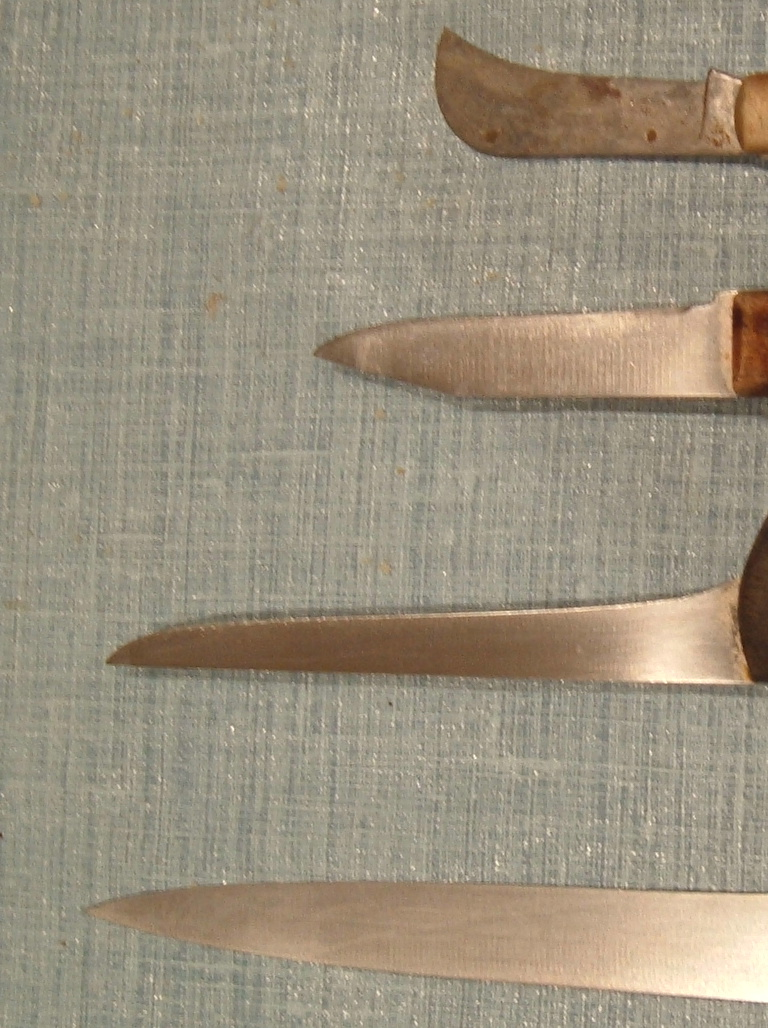
Hojas de cuchillo.

Una hoja, también llamada filo, es la parte plana de una herramienta, arma, o máquina (como un ventilador) que normalmente tiene un borde de corte o una extremidad puntiaguda generalmente hecha de una piedra delgada, tal como sílex, o metal, más recientemente, acero. Una hoja es utilizada intencionadamente para cortar, apuñalar, rebanar, arrojar, impulsar, colocar o poner (un ejemplo de esto es la cinta de púas), disparar (un ejemplo de esto es el cuchillo balístico), raspar (un ejemplo de esto es la goma de borrar tinta) o golpear un objeto animado o inanimado.